# Nam Cung Quát (Tây Chu)
Nam Cung Quát (tiếng Trung: 南宮𨓈; bính âm: Nángōng Kuò), họ Cơ, thị Nam Cung, hậu duệ của Hậu Tắc, công thần khai quốc Tây Chu.

## Cuộc đời
Năm 1123 TCN, Chu diệt Thương. Chu quân Cơ Phát sai Nam Cung Quát phá dỡ Lộc Đài, lấy tài vật cứu tế nạn dân trong chiến tranh, sau đó lại sai Nam Cung Quát cùng Doãn Dật thu thập cửu đỉnh, ngọc quý.
Nam Cung Quát được phong ở nước Tăng.

## Trong văn hóa
Trong tiểu thuyết Phong thần diễn nghĩa, Nam Cung Quát xuất hiện ở hồi 10, là Đại tướng quân của Chu.